# Southwest Corridor Park
Der Southwest Corridor Park ist ein State Park im Bostoner Stadtteil Jamaica Plain im Bundesstaat Massachusetts der Vereinigten Staaten. Der Park wird vom Department of Conservation and Recreation (DCR) verwaltet und ist Teil des Metropolitan Park System of Greater Boston. Das Gebiet erstreckt sich auf einer Gesamtlänge von knapp 5 mi (8 km) vom Bostoner South End über die Back Bay bis nach Forest Hills. Der heutige Park wurde in einem Korridor errichtet, der ursprünglich als Neubaustrecke für die Interstate 95 in das Stadtzentrum von Boston vorgesehen war. Das Gebiet folgt dabei eng den Streckenführungen der Amtrak-Züge sowie der von der Massachusetts Bay Transportation Authority (MBTA) betriebenen U-Bahn Orange Line von der Station Back Bay bis zur Endstelle an der Station Forest Hills. Im Park gibt es mehrere Tennisplätze, Basketballfelder, Sportplätze sowie Möglichkeiten zum Wandern, Joggen und Fahrradfahren.

## Geschichte
In den 1960er Jahren wurden Häuser auf einer Fläche von mehreren 100 Acres in den Bostoner Stadtteilen South End, Roxbury und Jamaica Plain planiert, um Platz für ein neu geplantes, 7,4 km langes Teilstück der Interstate 95 mit der Bezeichnung Southwest Expressway zu schaffen. Die umfangreichen Abrissarbeiten riefen jedoch große Proteste in der Bevölkerung hervor, woraufhin die Interstate 95 mit der Massachusetts Route 128 zusammengelegt und die bereits bestehende Trasse zu einem Park umfunktioniert wurde.
Die Proteste zwangen den damaligen Gouverneur Francis W. Sargent dazu, das Highway-Projekt im Jahr 1969 einzustellen. Er setzte sich danach insbesondere auf Bundesebene dafür ein, die Gesetze so zu ändern, dass mehr Geldmittel für Projekte des ÖPNV (beispielsweise U-Bahnen und Light-rail-Strecken) zur Verfügung gestellt werden können. Sargent war mit seinem Anliegen erfolgreich: Im Jahr 1973 verabschiedete der Kongress der Vereinigten Staaten die sog. Interstate Transfer Option, die es einem Bundesstaat erlaubte, eigentlich für Highways vorgesehene Bundesmittel auf ÖPNV-Projekte umzuwidmen.
Der Bau des Parks wurde auf der Basis dieser neuen Möglichkeiten mit dem Projekt zur Verlegung der Orange Line zusammengeführt. Da bereits vor dem Aus für das Highway-Projekt entlang der geplanten Route Grundstücke gekauft und Gebäude abgerissen worden waren, blieb die Trasse für fast zehn Jahre eine Narbe im Stadtbild. Einwohner begannen damit, auf den Freiflächen Gemeinschaftsgärten anzulegen. Als es davon immer mehr gab und die Trasse immer grüner wurde, führte dies im Jahr 1978 zum Baubeginn des Parks. Die ersten Teilstücke des heutigen Parks wurden 1987 eröffnet. Drei Jahre später konnte der vollständige Park am 5. Mai 1990 im Rahmen einer großen Eröffnungsfeier den Bürgern übergeben werden.

## Beschreibung
Der Southwest Corridor Park erstreckt sich auf einer Länge von knapp 5 mi (8 km) und belegt eine Fläche von 52 Acres (21 ha). Er verläuft entlang der Schienenstrecke der Orange Line sowie des Northeast Corridors der Amtrak von der Station Back Bay bis zur Station Forest Hills. Der Park durchschneidet dabei die Bostoner Stadtteile South End, Back Bay, Roxbury und Jamaica Plain. Im Park gibt es mehrere Tennisplätze, Spielplätze und Basketballfelder sowie Wege zum Wandern und Joggen. Radwanderwege verbinden den Park mit dem Emerald Necklace und dem Arborway in Forest Hills.
| Haltestelle der MBTA Orange Line | Entfernung von der Back Bay Station |
| -------------------------------- | ----------------------------------- |
| Back Bay / South End             | 0 mi (0 km)                         |
| Massachusetts Ave.               | 0,5 mi (0,8 km)                     |
| Ruggles                          | 1,1 mi (1,8 km)                     |
| Roxbury Crossing                 | 1,6 mi (2,6 km)                     |
| Jackson Square                   | 2,2 mi (3,5 km)                     |
| Stony Brook                      | 2,7 mi (4,3 km)                     |
| Green St.                        | 3,2 mi (5,1 km)                     |
| Forest Hills                     | 3,9 mi (6,3 km)                     |